# 幼学綱要
『幼学綱要』（ようがくこうよう、旧字体：幼學綱要󠄁）とは、明治天皇の勅命を受けた侍講元田永孚によって編纂され、1882年（明治15年）12月2日に宮内省より頒布された勅撰修身書。同書に見られる儒教主義に基づく皇国思想は教育勅語の発布に発展したといわれている。

## 内容
上中下の3冊全7巻により構成される。「孝行・忠節・和順・友愛・信義・勤学・立志・誠実・仁慈・礼譲・倹素・忍耐・貞操・廉潔・敏智・剛勇・公平・度量・識断・勉職」の20の徳目を掲げ、その大意を説いて四書五経や『孝経』などから語句を引用しつつ、日本・中国の歴史事例2２9話と図画62枚（松本楓湖画）をもって解説を加えている。
元田は児童が知識を与えられる前に仁義忠孝の徳目をその頭脳に確然と刻印させることが真の教育であり、そのためには徳目の大意や四書五経の語句を暗誦出来るまでに徹底的に反復させる必要があるとして、その考え方を強く反映させた内容となっている。

## 沿革
1879年（明治12年）に明治天皇が啓蒙主義を批判して仁義忠孝を中心とした儒教主義を公教育の中心とすべきとする教学聖旨を文部卿寺島宗則と内務卿伊藤博文に示したが、その実際の執筆者が元田であった。これに対して伊藤博文は「教育議」を提出し、欧米の知識を急ぎ導入すべきことを奏上した。元田は更にこれに反論する「教育議附議」を上奏し、仁義忠孝を国教とすべきことを譲らなかった。この元田と伊藤の論争は、明治初期の教育政策をめぐる伝統的思想と進歩的思想との論争であったといわれている。
文部省が教学聖旨を奉じて徳育振興策を進めるのと並行して、宮内省では『幼学綱要』を計画編集した。天皇は、教学聖旨を下した前後、元田に対して幼少の児童に仁義忠孝の道徳を明らかにするための教訓書を編纂すべしという旨を伝えた。元田は高崎正風・仙石政固らとともに編纂作業を行い1881年（明治14年）夏に一応の完成を見たものの、西洋の事例を削除することになり、最終的に元田の修訂によって完成されて、松本楓湖の図画を添えて印刷頒布された。
まず、地方官会議に参加するために上京した地方官に勅諭を付して下賜された。続いて皇族以下奏任官以上及び官公立学校には願出により下賜、私立学校には実費徴収の上で下付されることになっていた。その結果、翌1882年（明治15年）から6年間で下賜約32,000部・下付約8,600部の計約41,000部が頒布された。しかし、実際の教育現場では「天皇陛下から賜ったものを授業で汚すなど畏れ多い」という理由で少数部が桐箱に納められて厳重に保管されて校長などわずかな人物しか見ることが許されないという極めて厳重な取り扱い方を受けた（もちろん、そのような趣旨で頒布された訳ではない）。
さらに啓蒙主義者であった森有礼が文部大臣に就任したことで下賜・下付希望が減少し、1887年（明治20年）に版権が宮内省から吉川弘文館に移されて翌年に下賜・下付が停止された。昭和に入ると、国家主義の高まりとともに新版本・解説書が刊行されて教育勅語の補完を目的として採用された。